# Ramblin' Minds
Ramblin' Minds är ett svenskt bluesband med medlemmar från Luleå och Piteå som bildades 1987. Bandet brukar spela över hela Sverige, har även spelat i andra nordiska länder.

## Medlemmar
- Mikael Bäckman - Munspel
- Leo Holmberg - Gitarr, Sång
- Katarina Petterson - Trummor
- Anders Wedin - Gitarr, Sång
- Anna Wedin - Bas, Sång

Ramblin' Minds förstärks oftast av saxofonisterna i Horny Minds: Tomas Johannesson och Stefan Tjerngren. Samt pianisten Mathias Lundqvist.

## Diskografi
- 2000 − Strollin
- 2005 − In a Sober Mind
- 2012 − In a Blue Mood

## TV
Tillsammans med Ronny Eriksson gjorde bandet en tv-serie, Lid i natt (1995). Serien handlar om ett par i kris och tävlade för Sverige i den europeiska tv-festivalen i Montreux. Bandet har även medverkat i Ronny Erikssons tv-program The Ronny Eriksson Show.